# Podabrus masatoi
Podabrus masatoi es una especie de coleóptero de la familia Cantharidae.

## Distribución geográfica
Habita en Japón.